# Sokrátis Dióudis
Sokrátis Dioúdis (grec moderne : Σωκράτης Διούδης), est un footballeur international grec, né le 3 février 1993 à Trikala en Grèce. Il évolue actuellement au Panathinaïkos, au poste de gardien de but.

## Palmarès

### En club
Club Bruges
- Coupe de Belgique
  - Vainqueur : 2014-2015

 Panathinaïkós
- Coupe de Grèce
  - Vainqueur :  2022

### En sélection
- Équipe de Grèce des moins de 19 ans
  - Finaliste du Championnat d'Europe des moins de 19 ans en 2012